# Roger Allin
Roger Allin (* 18. Dezember 1848 in Devonshire, England; † 1. Januar 1936 in Park River, North Dakota) war ein US-amerikanischer Politiker und von 1895 bis 1897 der vierte Gouverneur des Bundesstaates North Dakota.

## Frühe Jahre und politischer Aufstieg
Nach dem Tod seines Vaters wanderte die restliche Familie nach Ontario in Kanada aus. Dort besuchte Roger Allin die örtlichen Schulen. Anschließend war er in der Landwirtschaft tätig. Im Jahr 1881 zog Allin in das Dakota-Territorium. Im Walsh County kaufte er eine größere Farm. Im Jahr 1882 wurde er dort auch Friedensrichter. Allin war Mitglied der Republikanischen Partei. Seit 1886 saß er im Regierungsrat seines Territoriums. Im Jahr 1889 war er Delegierter auf der verfassungsgebenden Versammlung von North Dakota. Zwischen 1889 und 1891 gehörte er dem Senat von North Dakota an. Zwischen 1891 und 1893 war er Vizegouverneur. Am 6. November 1894 wurde er mit 55,8 Prozent der Stimmen zum neuen Gouverneur seines Staates gewählt.

## Gouverneur von North Dakota
Allin trat sein Amt am 10. Januar 1895 an. In seiner zweijährigen Amtszeit musste er sich mit den Folgen einer 1893 ausgebrochenen Wirtschaftskrise auseinandersetzen. Die Folge war ein vermindertes Steueraufkommen. Das ging so weit, dass der Haushalt nicht mehr finanziert werden konnte. Daraufhin kürzte der Gouverneur die Gelder für die University of North Dakota in Grand Forks und zwei weitere Bildungsanstalten. Diese Maßnahme stieß auf breites Unverständnis und führte 1896 zu seiner Abwahl. In seiner Amtszeit wurde die Historische Kommission von North Dakota gegründet und ein geologisches Gutachten zur Erkundung des Landes in Auftrag gegeben.
Nach seiner Abwahl zog sich Allin aus der Politik zurück. Er widmete sich seiner Farm und den damit verbundenen landwirtschaftlichen Angelegenheiten. Roger Allin starb im Januar 1936. Er war zweimal verheiratet und hatte ein Kind.